# Каолак
Каолак (на френски: Kaolack) е е град в Сенегал, с население от 233 708 души, разположен на северния бряг на река Салум и път N1 в Сенегал.
Каолак е столица на региона Каолак, който граничи с Гамбия на юг. Каолак е важен регионален пазарен град и е основният център за търговия и преработка на фъстъци в страната. В Каолак се намира и една от най-известните джамии, „Лиона Ниесене“. Градът се намира на около 62 мили от устието на река Салум. Заради французите Каолак става голям търговски център и населението нараства от 5600 през 1925 г. до 44 000 през 1934 г.

## Географско положение
Каолак се намира на река Салум на около 100 километра (62 мили) от нейното устие. Това е градът наследник на Кахоне, историческата столица на кралство Салум. Кахоне, първоначално място, белязано със свещено дърво на десния бряг на река Салум, обърнато към остров Куйонг, става столица на предимно Серерското кралство Салум в началото на 16 век. През 17-ти и 18-ти век се състои от множество отделни квартали, разделени от открити полета, всеки от които е под юрисдикцията на различен сановник или служител. Един от тези райони, Каолак, на 8 километра (5,0 мили) надолу по реката, е основан от трима братя с произход фулани от Мачина в днешното Мали (Сега, Мбуту и Масар Соу).

## История
Семейната къща Mботой все още стои в средата на центъра на града. Дъщерята на Mботой Сол Раматойле (Рахмат'оилах) беше дадена за жена за сина на Ахмадой Бамамба Мбаке. Оттук и поговорката Kаолак ларой Mботой (феда на каолак Мбойтой). Серере авре във Фатик, Кахоне и други околности. Въпреки че в добри отношения с мюсюлманите, кеддо серере никога не се установява в каолак – друг, Мака Кахоне, е бил населен от мюсюлмани и администриран от духовници. Иначе населението на града практикува традиционна религия и съдебни церемонии, съсредоточени върху брега на реката, остров Куйонг и различни монументални баобаби. Френските интереси към река Салум се увеличават в началото на 19-ти век, тъй като се търсят законни търговски предмети, които да заменят търговията с роби. До средата на века производството на фъстъци е въведено в кралство Салум и с разрешението на неговия крал французите създават укрепена фабрика на брега на реката в Каолак.
Каолак беше по-благоприятно разположен за корабоплаване от Кахоне. Французите излагат първата решетка от парцели през 1860 г., в това, което ще стане център на града, или квартал „Eскале“. Изграждането на железопътна линия от пристанището до линията Дакар-Нигер през 1911 г. предизвика бума на града като център за обработка и износ на фъстъци. Населението му нараства бързо, като нараства от 5600 през 1925 г. на 44 000 през 1934 г. По това време Каолак се превръща във важен център за суфийския орден Тиджания, с първата голяма завия, или „ложа“, открита в квартал Леона през 1910 г., а втора открита в Мадина Байе в началото на 1930-те. Tиянуах на Мадиана Бауе е международна институция с ученици в много градове, включително Кано, Нигерия и Чикаго, Илинойс. Има завод за преработка на фъстъчено масло със собствени пристанищни съоръжения в долното предградие на Линдиан, докато солниците през река Салум представляват единствената друга голяма промишлена дейност в града.

## Население
| година    | 1925  | 1934   | 1988    | 1997    | 2001    | 2013    |
| --------- | ----- | ------ | ------- | ------- | ------- | ------- |
| население | 5 600 | 44 000 | 150 961 | 199 023 | 243 209 | 233 708 |

## Спорт
Футболният отбор на града е АСК Салум